# Рычувская сторожевая башня
Рычувская сторожевая башня (пол. Strażnica Ryczów) — руины оборонного сооружения вблизи села Рычув в гмине Огродзенец Заверценского повята Силезского воеводства в Польше.

## История
Известно, что ранее существовало три деревни под названием Рычув: Большой, Малый и Лесной. Первое упоминание о Рычуве происходит с 1388 года, но точно неизвестно, о каком из этих сел шла речь. Лесной Рычув также был упомянут в документе 1416 года. Скорее всего, именно на его территории в конце XIV века была построена сторожевая башня. Считается, что ее основателем был Казимир Великий, а сама башня должна была заполнить пробел в оборонной системе замков на Краковско-Ченстоховской возвышенности. Еще в XV веке сторожевая башня функционировала.

## Архитектура
Башня была построена на труднодоступной скале Стражница. Вероятно, это было здание в форме башни на четырехугольном плане размерами 16 × 11 × 12,5 × 10 м. Вход в него осуществлялся по деревянному мосту, который находился с восточной стороны. У подножия скалы был небольшой двор с въездом с севера. Кроме того башню окружал ров и земляной вал. До нашего времени сохранились фрагменты стен и вал высотой около 1,5 м.

## Галерея

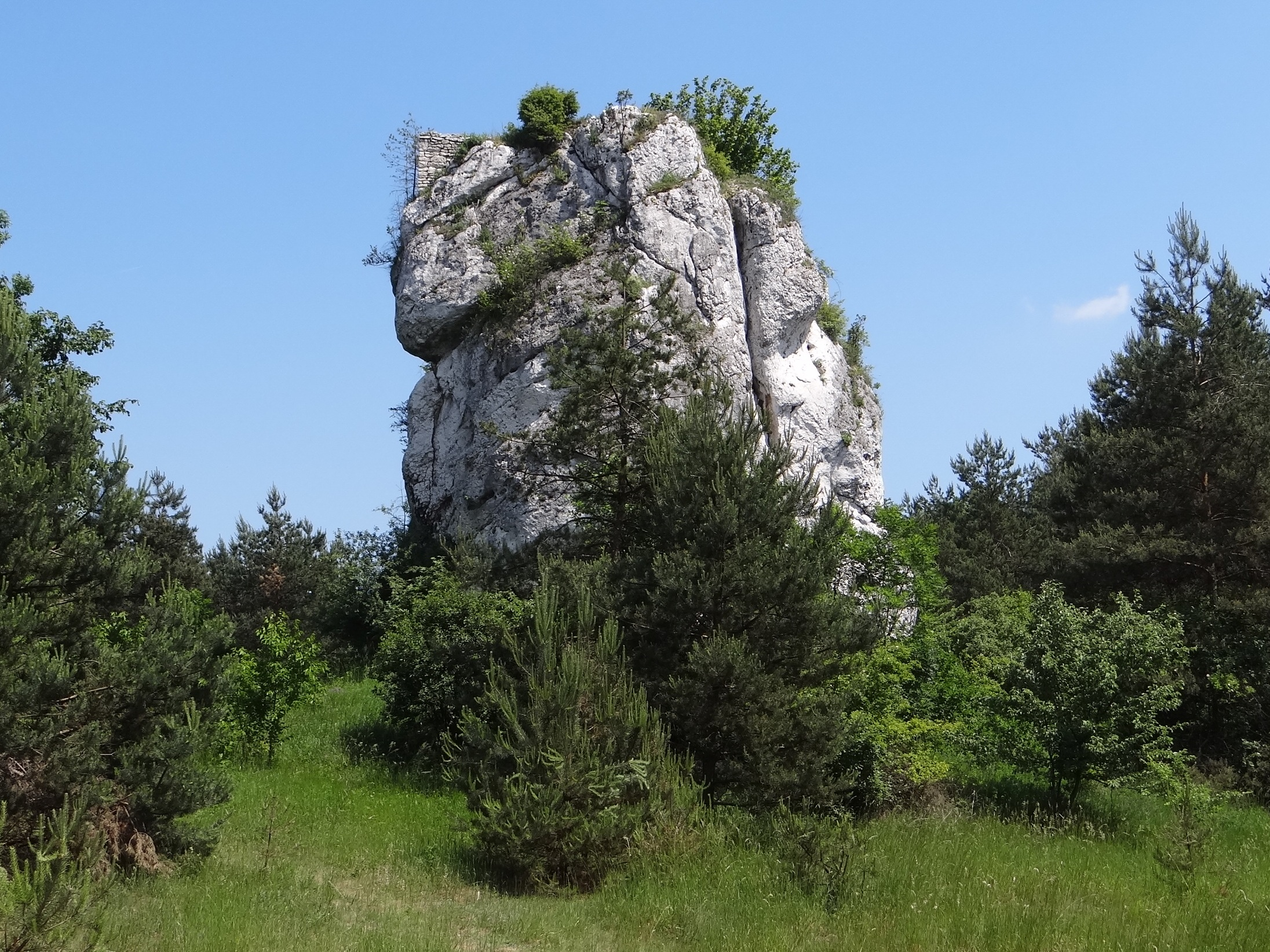
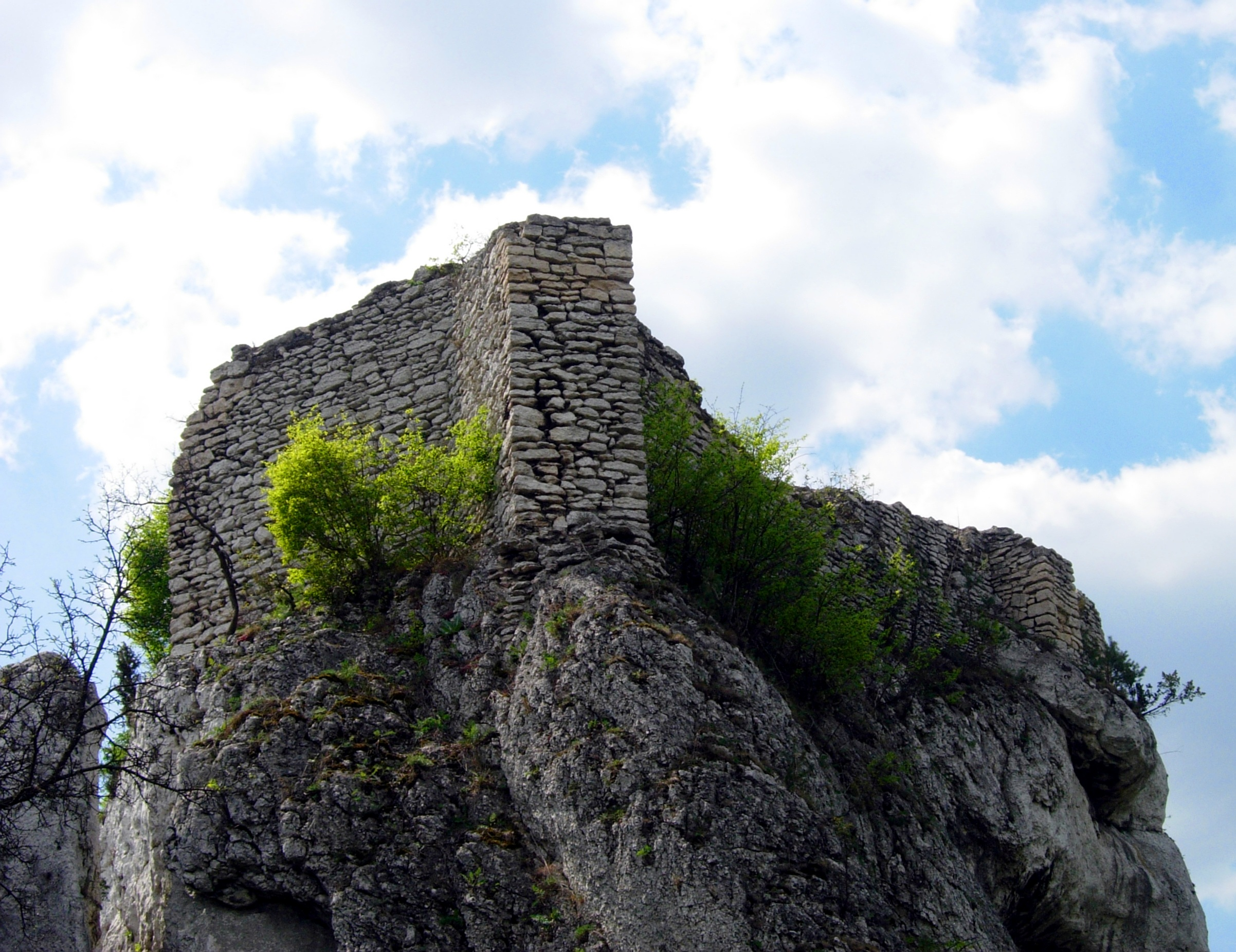
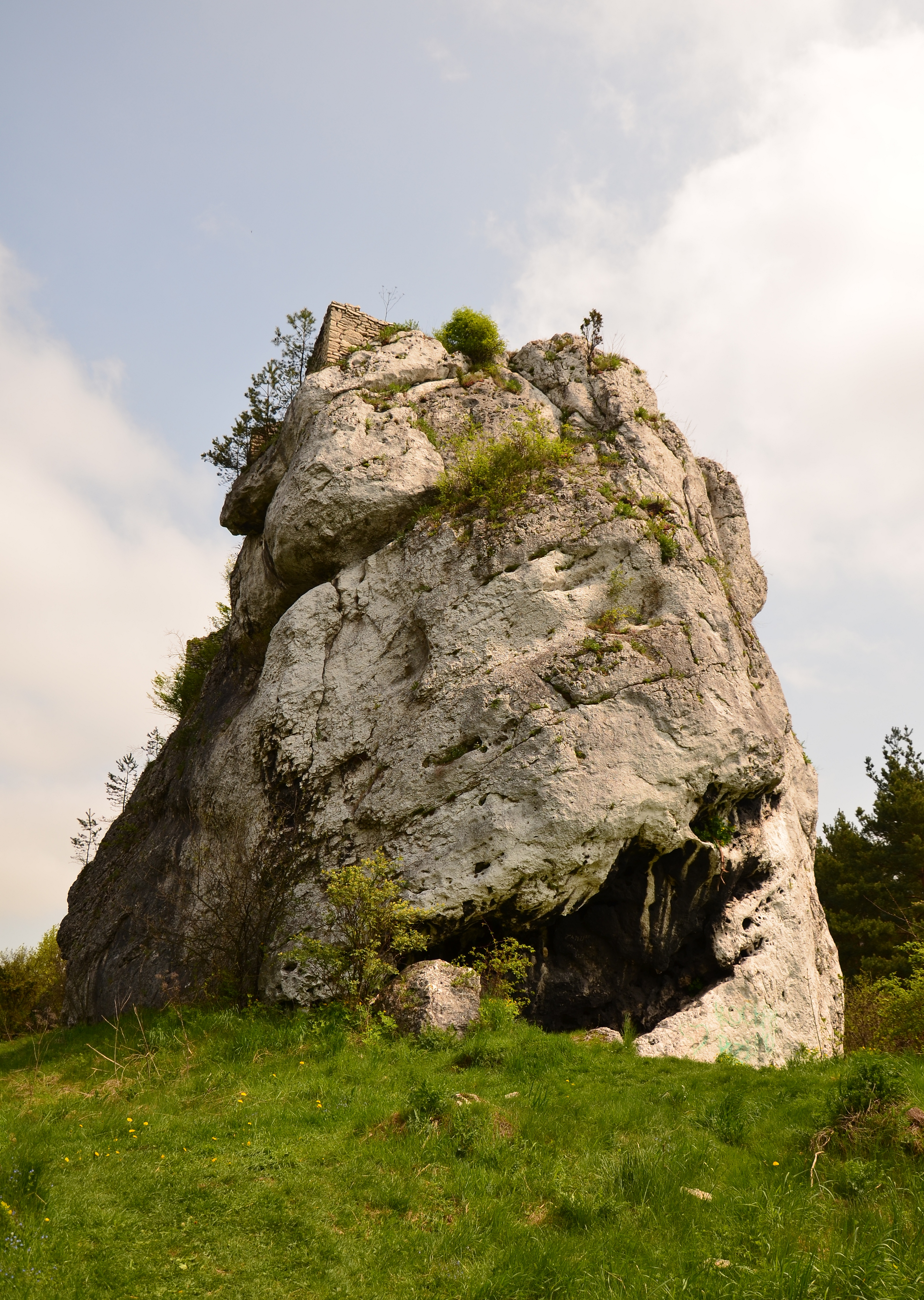
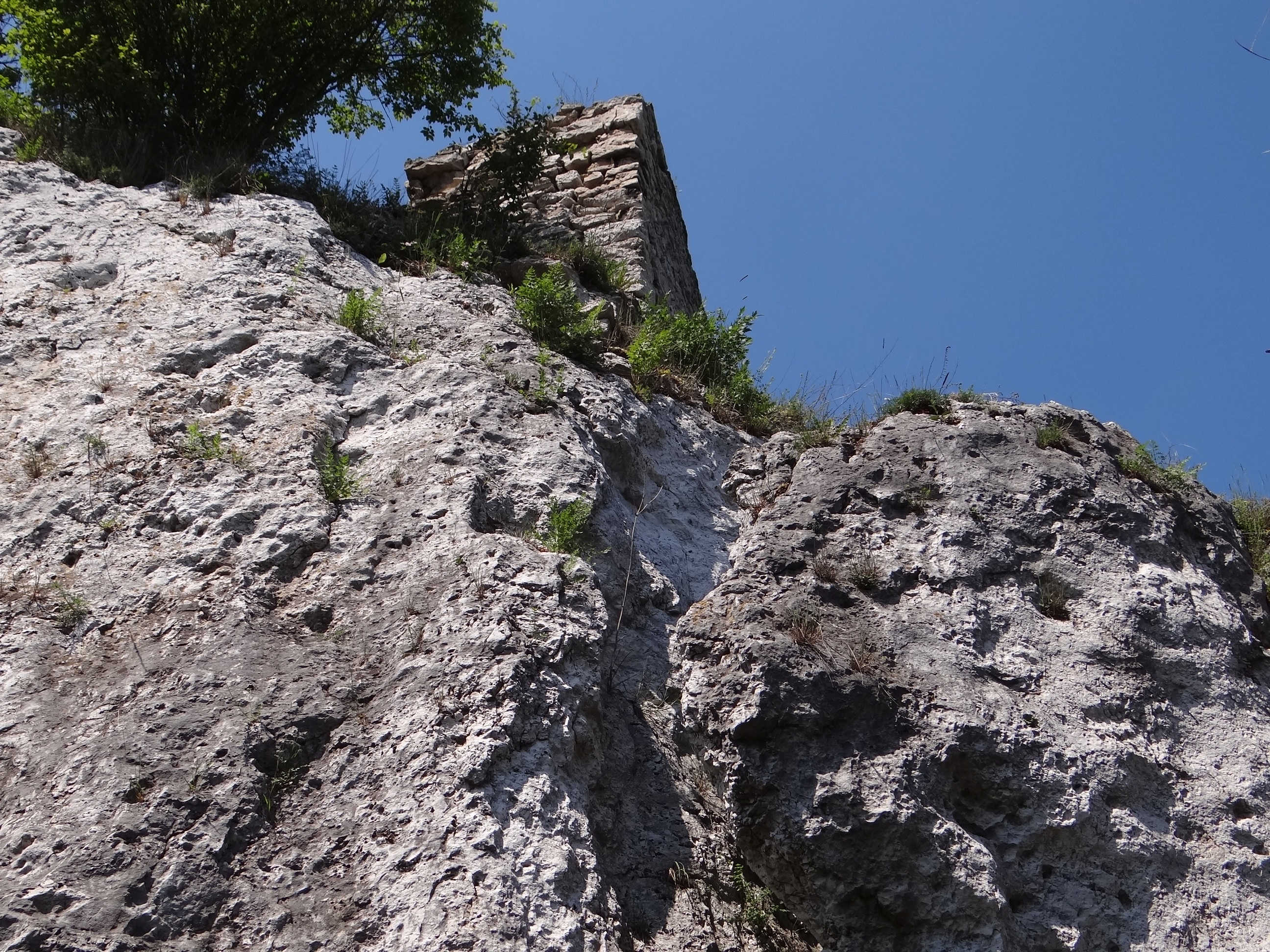
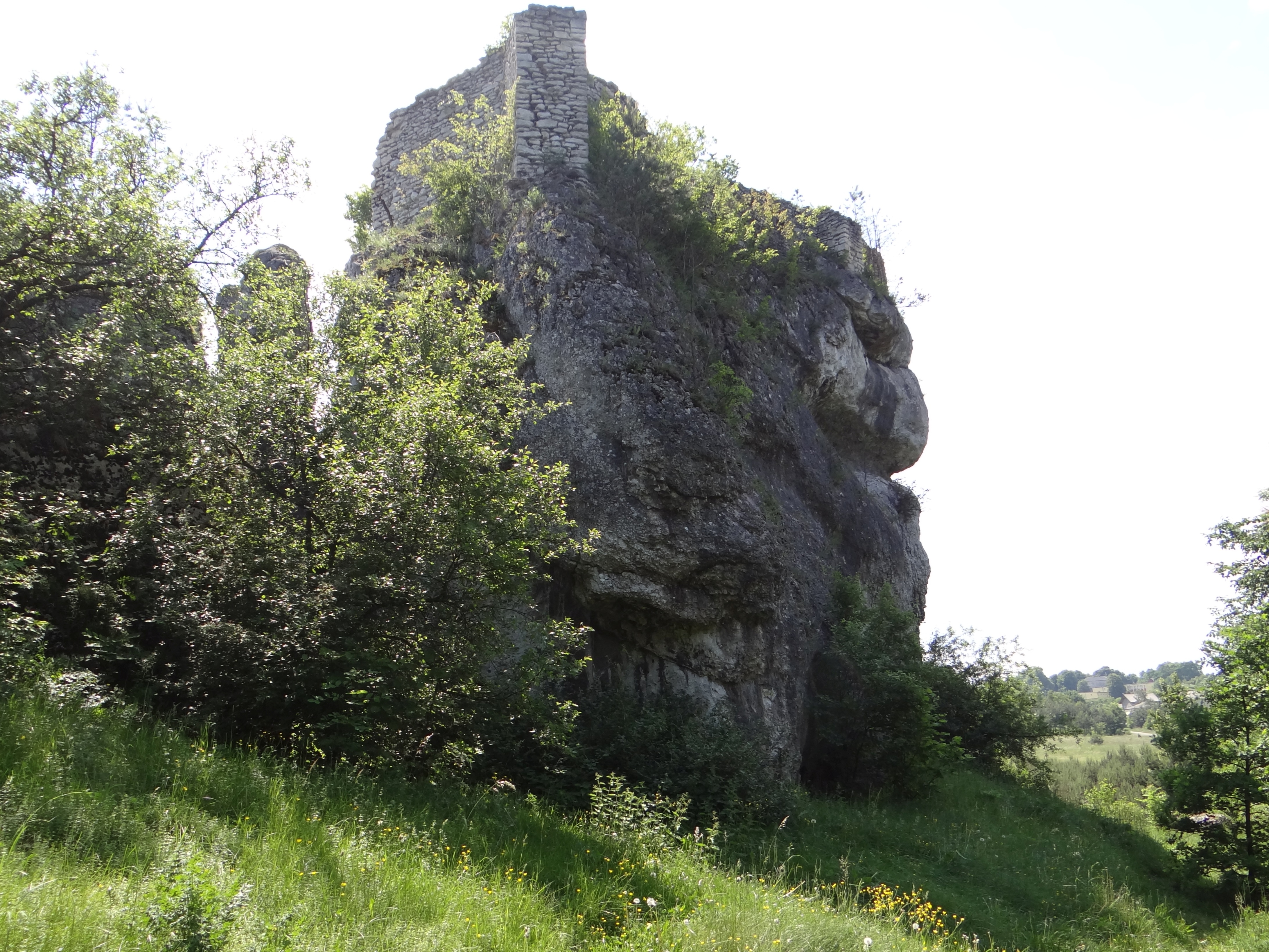